# Mer (Loir-et-Cher)
Mer é uma comuna francesa na região administrativa do Centro, no departamento Loir-et-Cher. Estende-se por uma área de 26,44 km². Em 2010 a comuna tinha 6 310 habitantes (densidade: 238,7 hab./km²).